# A puddara è un vulcano
A puddara è un vulcano è un album di Donatella Bardi pubblicato nel 1975.

## Tracce
1. Forget – 1:04
2. Perché dovrei credere – 3:22
3. Punto e a capo – 2:58
4. Regina in questa età – 4:01
5. No (Donatella) – 3:15
6. Oberator Mask – 2:45
7. A Puddara – 2:21
8. Cioccolata con panna – 4:32
9. Fratello Antonino – 4:23
10. Aeroplano – 3:48
11. Per favore non sbattere la porta – 1:39

## Formazione
- Donatella Bardi - voce, chitarra acustica
- Mario Bardi - voce
- Lucio Bardi - chitarra acustica, chitarra elettrica, banjo
- Antonello Vitale - batteria, percussioni
- Kalvin Boulle - chitarra
- Paolo Donnarumma - basso
- Gianfranco Gagliardi - chitarra acustica, tastiera
- Goran Marianovich - violino